# Gárgoles de Arriba
Gárgoles de Arriba o Gargolillos es una localidad española del municipio de Cifuentes, perteneciente a la provincia de Guadalajara, en la comunidad autónoma de Castilla-La Mancha.

## Geografía
Se encuentra junto a la carretera N-204 entre las localidades de Cifuentes y Gárgoles de Abajo. Por la parte baja del pueblo pasan las aguas del río Cifuentes.

## Historia
Gracias a las excavaciones arqueológicas que se llevaron a cabo entre los años 1976-77, la doctora Carolina Nonell dedujo que la villa fue fundada en el siglo III d. C. y sufrió una importante remodelación en el siglo IV. Tras la reconquista, a finales del siglo XI, pertenecerá al Común de Villa y Tierra de Atienza, que comprendían unas cuantas poblaciones hasta el río Tajo. En 1479, Juan Silva, conde de Cifuentes, lo compró y lo incluyó dentro de su señorío.
La iglesia parroquial de Nuestra Señora de la Asunción es románica, estilo que se aprecia bien en el ábside del crucero que da al lado meridional, el de la epístola. La actual planta del templo es de estilo barroco. El ábside románico es recorrido por un alero con canecillos que alternan su decoración entre modillones de rollo y lisos. La iglesia se estructura en una sola nave, con torre a los pies y con cabecera de planta semicircular.
Hacia mediados del siglo XIX, la villa, por entonces con ayuntamiento propio, tenía contabilizada una población de 84 habitantes. Aparece descrita en el octavo volumen del Diccionario geográfico-estadístico-histórico de España y sus posesiones de Ultramar de Pascual Madoz de la siguiente manera:

GÁRGOLES DE ARRIBA: v. con ayunt. en la prov. de Guadalajara (9 leg.), part. jud. de Cifuentes (1/2), aud. terr. de Madrid (19), c. g. de Castilla la Nueva, dióc. de Sigüenza (6): sit. en lo alto de una vega á la márg. der. del r. Cifuentes, con buena ventilacion y clima sano, las enfermedades mas comunes son fiebres intermitentes: tiene 27 casas: la de ayunt.; horno de pan cocer; posada; escuela de instruccion primaria frecuentada por 14 alumnos de ambos sexos á cargo de un maestro pagado por los padres de los discípulos; un pósito, cuyo fondo consiste en 59 fan. de trigo centenoso; una igl. parr. (La Asuncion de Ntra. Sra.) servida por un cura de provision real y ordinaria previo concurso; un cementerio en posicion que no ofende á la salud pública; fuera de la v., á la dist. de 500 pasos, hay una fuente de escaso caudal, pero buenas aguas, que aprovecha el vecindario para beber y demas usos domésticos: confina el térm. N. Cifuentes; E. Ruguilla; S. Gárgoles de Abajo, y O. Solanillos; dentro de él se encuentran una ermita (San Blas), y á sus inmediaciones las ruinas de un conv. que fué de monjas Dominicas, y una gran laguna que en años escasos de lluvias suele secarse; hay varios manantiales en todas direcciones, y como á 1,000 pasos de la pobl., se halla una hermosa fábrica de papel impulsada por el Cifuentes, edificio muy capaz con habitaciones para los directores y algunos operarios, dos miradores para enjugar el papel, corrales, una arboleda de chopos, olmos y algunos frutales; para la fabricacion tiene 2 cilindros, 3 tinas, 2 mazos y un rodillo para lustrar, 3 órdenes de mazos para machacar el papel y 5 prensas, habiéndose aumentado en el año próximo pasado la maquinaria para el papel continuo, y 3 cilindros mas; para el lavado y elaboracion del papel, se surte la fábrica de las aguas de una fuente que brota á las inmediaciones de la misma, y se conduce al edificio por medio de un encañado, de curso tortuoso que atraviesa dos veces por debajo del r. Cifuentes: el terreno, fertilizado en parte por el repetido r., participa de montuoso y llano, y es de buena calidad; comprende 2 montes, uno de roble y otro de encina, en ambos hay buenos pastos y yerbas aromáticas. caminos: los que conducen á los pueblos limitrofes, todos de herradura, escepto el de Solanillos que es carretero y va á enlazar con la carretera de Madrid á Trillo. correo: se recibe y despacha de la adm. de Cifuentes. prod.: trigo, cebada, avena, patatas, vino, judias y otras legumbres, leñas de combustible y carboneo y yerbas de pasto, con las que se mantiene ganado lanar, cabrio, vacuno, mular y algunas yeguas; hay caza de perdices, liebres y conejos, y de animales dañinos, lobos y zorras. ind.: la agrícola, 6 molinos harineros, el carboneo y la fabricacion de toda clase de papel, cartulina y carton. comercio: esportacion de algun ganado, lana y prod. de la ind., é importacion de las primeras materias para la fáb., y de los art. de consumo que faltan, de los cuales se surte el vecindario en los mercados de Cifuentes. pobl.: 23 vec., 84 alm. cap. prod.: 406,250 rs. imp.: 22,500. contr.: 1,275. presupuesto municipal: 1,500 rs., se cubre con los fondos de propios consistentes en los prod. de la taberna, tienda de aceite y jabon, horno y posada; en caso de resultar déficit se cubre por reparto vecinal.
(Madoz, 1847, p. 316)

Entre abril y mayo de 1939 operó un campo de concentración provisional donde fueron encarcelados alrededor de 4000 personas.

## Demografía
| Gráfica de evolución demográfica de Gárgoles de Arriba entre 1842 y 1960 |
| |
| Población de derecho según los censos de población del INE Población de hecho según los censos de población del INEEntre el censo de 1970 y el anterior, este municipio desaparece porque se integra en el municipio Cifuentes |

## Economía
Su economía tradicional fue principalmente agrícola, tanto de regadío, como de secano (mayormente vid y cereales). También se ha practicado la apicultura típica alcarreña marcada por la fragancia del romero, el espliego y otras plantas aromáticas que abundan en sus tierras. Con la emigración a la urbe de la década de 1970 la población disminuyó considerablemente. No obstante, un factor que ha marcado el desarrollo del pueblo y de la comarca ha sido la construcción de la central nuclear de Trillo y su funcionamiento a partir de 1989.
Algunas de las costumbres de las gentes de Gárgoles de Arriba son la caza y la producción artesanal y no comercial de vino en cuevas excavadas en el terreno tobizo sobre el que se encuentra buena parte del pueblo. Dichas cuevas, cuya antigüedad en muchos casos es desconocida por sus propietarios, sirvieron de refugio ante los bombardeos aéreos de los aviones franquistas durante la guerra civil española.

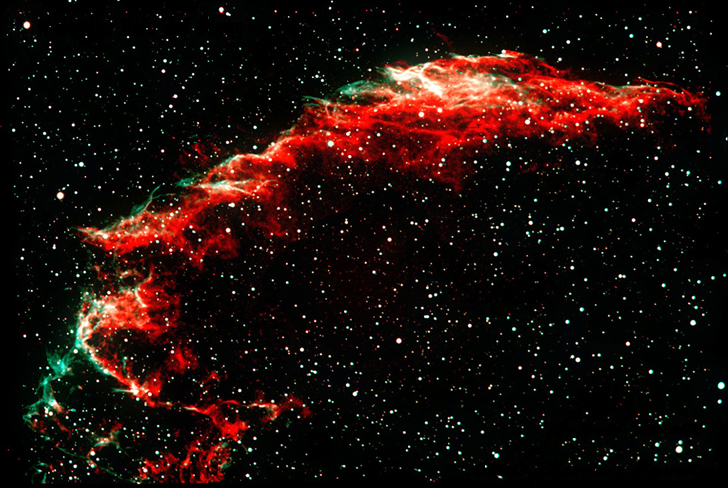
El cielo limpio de Gárgoles de Arriba ha atraído a astrónomos en los últimos años. En la imagen, la Nebulosa del Velo (NGC 6992)

En las últimas décadas Gárgoles de Arriba, al igual que otros pueblos cercanos, ha atraído a numerosos astrónomos.

## Patrimonio

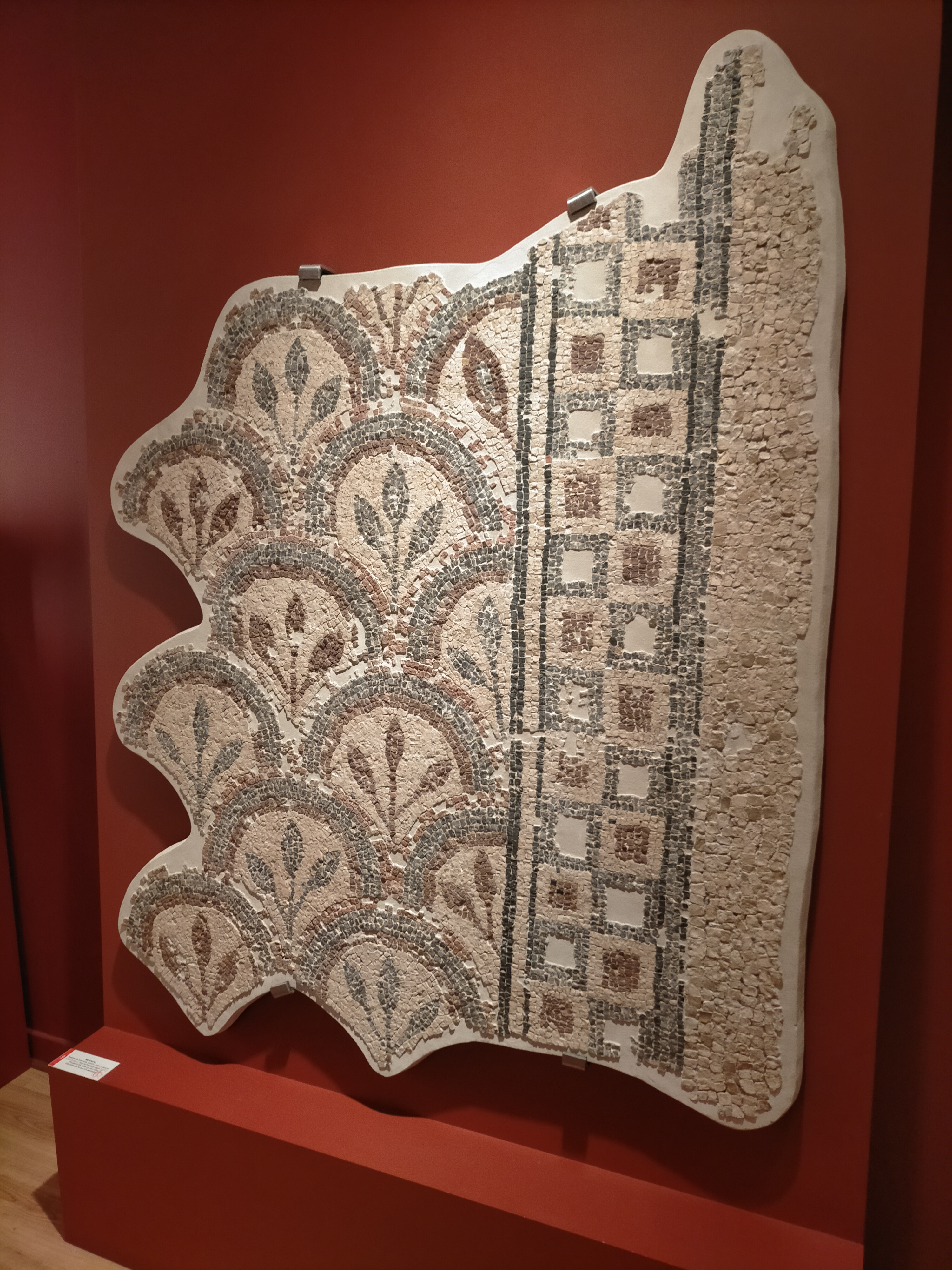
Resto de mosaico en el Museo Provincial de Guadalajara

Cerca de las ruinas del convento de San Blas se encuentra un yacimiento arqueológico de una villa romana que algunos expertos datan en la época bajoimperial, alrededor del siglo I d. C., con una supuesta reconstrucción del siglo IV. Los mosaicos encontrados en la villa romana se encuentran actualmente en el centro cultural de Cifuentes y en el Museo Provincial de Guadalajara.

## Literatura
Gárgoles de Arriba es uno de los pueblos visitados por Camilo José Cela y mencionados en su obra Viaje a La Alcarria.

## Fiestas
Celebran la festividad en honor a San Blas con procesiones y baile, así como fiestas de verano el primer fin de semana de agosto. A su vez se celebra la festividad de los Mayos.